# Championnat de Djibouti de football 2011-2012
Navigation
Edition précédente Edition suivante
La saison 2011-2012 du Championnat de Djibouti de football est la 22e édition du championnat de première division nationale. Les dix clubs engagés sont regroupés au sein d'une poule unique où ils s'affrontent à deux reprises au cours de la saison. À l'issue du championnat, les deux derniers du classement final sont relégués et remplacés par les deux meilleurs clubs de Division 2.
C'est le double tenant du titre, l'Association sportive du Port qui remporte à nouveau la compétition cette saison après avoir terminé en tête du classement final, avec deux points d'avance sur l'AS Compagnie Djibouti-Éthiopie et le club de la Garde Républicaine. Il s'agit du troisième titre de champion de Djibouti de l'histoire du club.

## Participants
- AS Ali Sabieh
- AS Port
- AS Compagnie Djibouti-Éthiopie
- Garde Républicaine FC
- AS Tadjourah
- Société Immobilière Djibouti FC
- ONEAD/G4 Security
- AS Gendarmerie Nationale
- APEJAS FC - Promu de Division 2
- Dikhil Football Club - Promu de Division 2

## Compétition

### Classement
Le classement est établi sur le barème de points classique (victoire à 3 points, match nul à 1, défaite à 0). Pour départager les égalités, on tient d'abord compte de la différence de buts générale, puis du nombre de buts marqués, puis des confrontations directes.
| Rang | Équipe                          | Pts | J  | G  | N | P  | Bp | Bc | Diff |
| ---- | ------------------------------- | --- | -- | -- | - | -- | -- | -- | ---- |
| 1    | AS PortT                        | 39  | 18 | 12 | 3 | 3  | 52 | 12 | +40  |
| 2    | AS Compagnie Djibouti-Éthiopie  | 37  | 18 | 11 | 4 | 3  | 36 | 19 | +17  |
| 3    | Garde Républicaine FCC          | 37  | 18 | 11 | 4 | 3  | 41 | 17 | +24  |
| 4    | AS Tadjourah                    | 36  | 18 | 11 | 3 | 4  | 39 | 16 | +23  |
| 5    | AS Ali Sabieh                   | 35  | 18 | 10 | 5 | 3  | 44 | 13 | +31  |
| 6    | Société Immobilière Djibouti FC | 27  | 18 | 8  | 3 | 7  | 28 | 25 | +3   |
| 7    | AS Gendarmerie Nationale        | 13  | 18 | 3  | 4 | 11 | 22 | 35 | -13  |
| 8    | Dikhil Football ClubP           | 12  | 18 | 3  | 3 | 12 | 22 | 44 | -22  |
| 9    | ONEAD/G4 Security               | 11  | 18 | 3  | 2 | 13 | 14 | 47 | -33  |
| 10   | APEJAS FCP                      | 6   | 18 | 1  | 3 | 14 | 14 | 84 | -70  |

|  | Qualification pour la Coupe Kagame inter-club 2013                                |
|  | Qualification pour la Coupe de l'UAFA 2012-2013                                   |
|  | Relégation en Division 2                                                          |
|  | T : Tenant du titre C : Vainqueur de la Coupe de Djibouti P : Promu de Division 2 |

## Bilan de la saison
| Championnat de Djibouti de football 2011-2012 |                                         |
| Champion                                      | Association sportive du Port (3e titre) |
| Coupes et trophées                            |                                         |
| Vainqueur de la Coupe de Djibouti 2011-2012   | Garde Républicaine FC                   |
| Qualifications continentales                  |                                         |
| Ligue des champions de la CAF 2013            | Aucun                                   |
| Coupe de la confédération 2013                | Aucun                                   |
| Coupe de l'UAFA 2012-2013                     | Garde Républicaine FC                   |
| Coupe Kagame inter-club 2013                  | Association sportive du Port            |
| Promotions et relégations                     |                                         |
| Promus en Division 1                          | Arhiba FC                               |
| Promus en Division 1                          | EAD/FC Balbala                          |
| Relégués en Division 2                        | Hôpital de Balbala                      |
| Relégués en Division 2                        | Kartileh FC                             |